# By- og Landskabsstyrelsen
By- og Landskabsstyrelsen var en dansk styrelse, der blev oprettet pr. 1. oktober 2007, som led i en reorganisering af Miljøministeriet. Styrelsen skulle arbejde tæt sammen med Danmarks kommuner og regioner om naturbeskyttelse, vandmiljø og kommuneplanlægning. 
By- og Landskabsstyrelsen skulle arbejde med den fysiske planlægning i det åbne land og i byerne, den nationale naturbeskyttelse, Natura 2000, vandmiljøet og råstoffer. Styrelsen skulle sætte  juridiske, og administrative rammer for beskyttelsen af Danmarks  natur, og  sikre en balanceret udvikling af det åbne land og byerne.
By- og Landskabsstyrelsen bestod af fire faglige enheder – Vand, Natur, Byer  og Landsplan,  en juridisk enhed samt Miljøministeriets syv lokale miljøcentre, der tager sig af  konkrete miljø-, natur- og planopgaver.
Sekretariatet for Miljøportalen var indtil efteråret 2010 placeret i styrelsen.

## Naturstyrelsen
Fra 1. januar 2011 nedlægges By- og Landskabsstyrelsen. Den sammenlægges med Skov- og Naturstyrelsen og danner den nye organisation Naturstyrelsen under Miljøministeriet.